# 第十一号海防艦
第十一号海防艦（だいじゅういちごうかいぼうかん）は、日本海軍の海防艦。第一号型海防艦（丙型）の6番艦。多号作戦で損傷し、処分された。

## 艦歴

### 計画-竣工-練成
マル戦計画の海防艦丙、第2401号艦型の6番艦、仮称艦名第2406号艦として計画。1943年10月15日、三菱重工業神戸造船所で建造番号714番船として仮称艦名第2405号艦と同日に起工。12月22日、第十一号海防艦と命名されて第一号型海防艦の6番艦に定められ、本籍を舞鶴鎮守府と仮定。
1944年1月15日、第9号海防艦と同日に進水。2月13日、艤装員事務所が神戸三菱造船所内で事務を開始。3月15日竣工し、艤装員事務所を撤去。本籍を舞鶴鎮守府に、役務を舞鶴鎮守府警備海防艦にそれぞれ定められ、呉防備戦隊に編入。基礎術力練成教育に従事。

### 1944年4月-9月 第一海上護衛隊
1944年4月5日、海上護衛総司令部第一海上護衛隊に編入。5日から14日まで、呉海軍工廠で入渠し船体機関の整備を行う。出渠後門司へ回航し、ヒ59船団の編成を待つ。20日、ヒ59船団（10隻）を護衛してシンガポールへ向け門司発。29日、経由地の高雄を出港後、対潜制圧を行う。5月2日、マニラ着。なお、ヒ59船団はマニラ止まりとなり解列された。
5月5日、臨時編成された船団を護衛してマニラ発。7日、船団はバリクパパン行きとミリ行きに分かれることとなり、本艦は春風、朝風とともにミリ行き船団（マミ09船団、5隻）を護衛することとなった。9日、マミ09船団はミリに到着し、本艦はミリ湾口の警戒にあたる。13日、復航のミマ10船団（11隻）を護衛してマニラへ向けミリ発。19日、マニラ着。21日、タマ18船団を迎えるため単艦でマニラを出港し、23日に同船団とともにマニラに入港した。24日、マタ20船団（15隻）を護衛して高雄へ向けマニラ発。28日、高雄に到着したが、本艦はタマ20船団（19隻）を護衛して即日高雄を出港した。31日、マニラ着。
6月3日、マタ22船団（7隻）を護衛して高雄へ向けマニラ発。5日、シンガポール行きのヒ65船団と合同のためマタ22船団から分離する。12日、シンガポール着。17日、復航ヒ66船団（4隻）を護衛して内地へ向けシンガポール発。26日、門司着。28日に呉へ回航し、30日まで整備を行う。整備後、門司へ回航。
7月3日、モマ01船団（9隻）を護衛してマニラへ向け門司発。7日、経由地の高雄に入港。15日、マニラ着。7月24日、内地行きヒ68船団に合同してマニラ発。27日、経由地の高雄に入港。28日、門司へ向け高雄発。
8月3日、ヒ68船団から分離して佐世保へ回航。4日から6日まで佐世保海軍工廠で入渠し、主機械の修理を行う。出渠後門司へ回航し、ヒ71船団の編成を待つ。8日、ヒ71船団（20隻）を護衛して門司発、同日伊万里湾着。10日、シンガポールへ向け伊万里湾発。13日、中継地の馬公に入港。17日、引き続きヒ71船団を護衛して馬公発。船団は18日からアメリカ潜水艦群の攻撃を受け、本艦は遭難者の救助と対潜掃蕩に従事。20日、22日とサンタクルスに回航して遭難者を下艦させ、23日には被雷落伍した能代丸を護衛するためサンタクルスを出港し、同船の護衛に従事。24日には被雷沈没した朝風の乗員を救難し、同日マニラに入港した。26日、引き続きヒ71船団を護衛してシンガポールへ向けマニラ発。9月1日、シンガポール着。
9月6日、復航ヒ72船団（6隻）を護衛して内地へ向けシンガポール発。11日、マモ03船団（3隻）がヒ72船団と合同。12日、船団が海南島東方洋上でアメリカ潜水艦群の攻撃を受け、本艦は遭難者の救助にあたり、約1,000名を収容した。船団は楡林へ回航することとなり、14日楡林着。16日、ヒ72船団第1分団を護衛して楡林発。20日、船団がアメリカ陸軍機の空襲を受けたため、本艦は第18号海防艦とともに一旦馬公へ回航。次いで21日には基隆へ回航した。23日、吉備津丸を護衛するため基隆を出港し、24日同船を伴い基隆に帰着した。25日、引き続きヒ72船団を護衛して基隆発。27日夜、トカラ列島西方洋上で第10号海防艦がアメリカ潜水艦プライスの攻撃により被雷沈没したため、本艦は対潜制圧のため現場に留まる。第10号海防艦の一ノ瀬海防艦長以下7名の生存者を収容し、船団に追及。28日、五島列島で船団と合同し、そののち佐世保へ回航。29日から30日まで佐世保海軍工廠で整備と小修理を行う。

### 1944年10月-11月 南西方面艦隊作戦指揮下-多号作戦
1944年10月2日門司へ回航し、モマ04船団の編成を待つ。4日、モマ04船団を護衛して門司発。途中で退避と待機を繰り返し、26日マニラ着。マニラ在泊中の27日、南西方面艦隊作戦指揮下に編入され、多号作戦に従事する。29日、キャビテで機銃増備工事中に空襲を受け、戦死者1名を出す。
10月31日、第二次輸送隊4隻を護衛してマニラ発。11月1日、オルモック湾着。2日、オルモック湾を出発して4日にマニラに帰着。8日、第四次輸送隊3隻を護衛してマニラ発。9日、オルモック湾に到着したが、事前に用意していた50隻以上の大発は台風の高波で多くが砂に埋もれ、揚陸には5隻しか使用できなかった。また艦艇搭載の大発も空襲により使えなくなっており、護衛の海防艦を艀代わりとして使用し、本艦は約2,000名の陸兵を揚陸した。10日、オルモック湾を出発してマニラへ向かったが、湾口でアメリカ陸軍機の空襲を受ける。本艦は500ポンド爆弾2発が直撃し、炎上して航行不能となった。船体はオルモック湾北部で座礁し、第13号海防艦の砲撃により処分された。この戦闘で乗員88名が戦死または行方不明となり、海防艦長の長橋喜間太少佐以下生存者59名が第13号海防艦に収容された。
1945年1月10日、第十一号海防艦は第一号型海防艦から削除され、帝国海防艦籍から除かれた。

## 海防艦長
艤装員長
1. 長橋喜間太 大尉：1944年2月10日 - 1944年3月15日

海防艦長
1. 長橋喜間太 大尉/少佐：1944年3月15日 - 1944年12月20日